# Suprematisme dinàmic
Suprematisme dinàmic (també anomenat Supremus 57) és una pintua a l'oli realitzada per l'artista rus nascut a Kíev Kazimir Malèvitx l'any 1915 o 1916. L'obra té les proporcions d'un quadrat.

## Context
Els quadres abstractes de Malèvitx pertanyen a l'intens període d'experimentació artística que va coincidir amb la Revolució Russa de 1917. El pintor va abandonar les imatges representatives en favor del que va anomenar suprematisme l'any 1915. En aquestes obres va usar formes geomètriques severament reduïdes - de manera més accentuada a Quadrat negre sobre fons blanc - la qualitat meditativa de les quals serveix com a equivalent secular a les icones russes.

## Anàlisi
Pintat sobre un fons blanquinós, la tela conté al centre un gran triangle de color blau pàl·lid que es mostra inclinat en un angle lleuger cap a l'esquerra de la composició. Sobre el triangle central i congregada al voltant dels tres vèrtexs, hi ha una seqüència de formes geomètriques d'una gamma de colors girats en angles diferents. Són particularment prominents un petit triangle blau intens en la part superior de l'obra, un lluminós rectangle groc situat a la dreta del centre i un altre rectangle més gran, just sota, de color beix.